# 福前線
福前線（ふくぜんせん、中国語: 福前铁路）は中華人民共和国の中国国鉄の鉄道路線である。 黒竜江省双鴨山市集賢県の福利屯駅と同ジャムス市同江市の前進鎮駅を結ぶ全長226.6kmの路線である。

## 概要
1974年に建設工事が開始され、1982年に開業。石炭輸送目的で建設された佳富線の事実上の延伸線であるが、こちらは主に三江平原で生産された農産物の域外への輸送に用いられる。向陽川駅からは向哈線が分岐しており、こちらは2018年開通予定の中露両国を結ぶ同江鉄路大橋に接続する。